# Cantó d'Ouessant
El cantó de Ouessant (bretó Kanton Eusa) és una divisió administrativa francesa situat al departament de Finisterre a la regió de Bretanya.

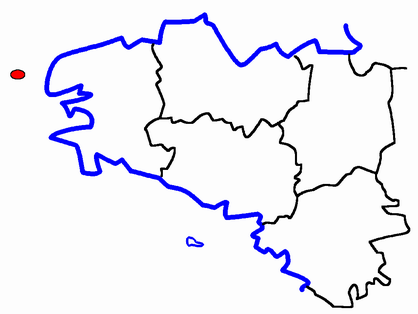
Situació del cantó

## Composició
El cantó aplega 1 comuna :
| Nom bretó | Nom francès | Nom gal·ló |
| Enez Eusa | Ouessant    | ---        |

## Història
| Data d'elecció                           | Identitat       | Partit                       | Qualitat |
| ---------------------------------------- | --------------- | ---------------------------- | -------- |
| 2001-                                    | Jean-Yves Cozan | Divers droite, després MoDem |          |
| les dades anteriors no són pas conegudes |                 |                              |          |
|                                          |                 |                              |          |